# Pedro Escartín
Pour les articles homonymes, voir Escartín.
Pedro Escartín Morán (né à Madrid le 8 août 1902 et mort le 21 mai 1998) était un footballeur, arbitre, entraîneur, journaliste et auteur espagnol.

## Carrière d’arbitre
Né à Madrid, Escartín joua lorsqu’il était enfant au Real Sociedad Gimnástica Española durant les débuts du professionnalisme dans le football espagnol. Il a dû abandonner en 1923 à cause de la maladie de la plèvre. 
Il commença à officier des matchs de football en 1924 et en 1928, il participa à son premier match international, lors des Jeux olympiques de 1928, lors de la demi-finale entre l’Argentine et l’Égypte. Il participa à la Coupe du monde de football de 1934, en tant qu’arbitre de touche à l’occasion de quatre matchs, faisant de lui le premier arbitre espagnol sur un terrain en coupe du monde. Il devint l’un des plus prestigieux des arbitres en Espagne et en Europe dans les années 1930 et 1940. Son dernier match international fut un match amical entre l’Italie et l’Angleterre en 1948.
Il devint un membre du comité disciplinaire de la FIFA en 1940, pendant 27 années. Il fut aussi président de la fédération des arbitres espagnols (Colegio Nacional de Arbitros) de 1952 à 1961.

## Carrière d’entraîneur
En plus d’avoir été arbitre international, Escartín fut le sélectionneur national de l’Espagne de 1952 et 1953, succédant à Ricardo Zamora, et une nouvelle fois en 1961, dans le cadre des éliminatoires de la Coupe du monde 1962. Il arrêta le 31 décembre 1961 d’être le sélectionneur. Son bilan sur 12 matchs est de 7 victoires, 3 matchs nuls et 2 défaites.

## Carrière de journaliste
Ayant commencé à travailler dans le journalisme en 1920, Escartín combina cela avec les métiers de joueur, d’arbitre et d’entraîneur. En 1961, il devint journaliste à part entière, et travailla pour différentes agences comme Heraldo de Madrid, El Alcázar, Pueblo, La Prensa, et Marca, parmi tant d’autres. Il écrivit des livres, essais et des centaines d’articles ayant comme thème le football au sein de journaux et d’autres publications. Son Reglamento de Fútbol Asociación / comentarios y aclaraciones por Pedro Escartín Morán daté de 1941 fait office d’œuvre incontournable et faisant foi dans le domaine footballistique.

## Anecdote
Le stade du CD Guadalajara à Guadalajara fut nommé en son honneur.